# Fusiplata singularis
Fusiplata singularis är en insektsart som beskrevs av Irena Dworakowska 1993. Fusiplata singularis ingår i släktet Fusiplata och familjen dvärgstritar. Inga underarter finns listade i Catalogue of Life.